# Рембо (лисиця)
Рембо (бл. 2018 року — зник безвісти у жовтні 2022 року) — прізвисько дикого рудого лиса (Vulpes vulpes), який жив понад чотири роки в обгородженій заповідній зоні дикої природи в заповіднику Піліга (англ. Pilliga forest), Новий Південний Уельс. Рембо регулярно потрапляв у поле зору фотопасток, але завжди уникав усіх спроб зловити, отруїти або застрелити його, попри те, що мисливці доклали до цього величезних зусиль.

## Біографія
Пілліга — це австралійський заповідник лісистого типу, територією у 35 632 гектарів, яка сприятлива для розведення деяких рідкісних тварин, оскільки хижаків на цій землі майже не водиться. Австралійські зоологи планували розводити там тварин, які перебувають на межі зникнення, як-от бандикут кролячий, квол західний, бандикут західний і кенгуру короткокіговий. Однак спочатку потрібно було знищити всіх інвазивних хижаків на цій території. Таку спробу зробили у 2019 році: знищили 6 диких кішок і 5 рудих лисиць, проте шоста лисиця виявилася розумнішою за інших особин і вижила. Зробили припущення, що цей лис народився у 2018 році, і, ймовірно, члени його сім'ї загинули в пастках, що зробило його обачливішим. Лис неодноразово потрапляв в об'єктиви фотопасток, але люди бачили його всього двічі. Його назвали на честь Джона Рембо, головного героя фільму 1982 року «Рембо: Перша кров». Наявність хижака Рембо затримало заплановану реінтродукцію кількох видів ссавців, які перебувають під загрозою зникнення.
Факт наявності живої і здорової лисиці біля заповідника дуже ускладнив роботу зоологів, затримавши їхні плани на півтора року. На лиса почалося масштабне полювання, що розтяглося на кілька тижнів, але ні дрони з тепловізорами, ні аерознімання, ні навчені собаки не допомогли його загнати. Мисливці залишили 2785 отруєних приманок, проте лис не звернув на них уваги.
З 9 жовтня 2022 року лис перестав з'являтися в об'єктивах фотопасток, а незабаром у заповіднику зникли якісь його сліди. Працівники заповідника зробили висновок, що Рембо, швидше за все, загинув у результаті повені, що сталася в межах струмка, де він любив проводити час.